# Traité de paix égypto-hittite
 (mars 2022).
 (novembre 2022).
Améliorez-le ou discutez des points à vérifier. 
Le traité de paix égypto-hittite, daté du 21 Peret de la 21e année du règne de Ramsès II (correspondant probablement au 10 novembre 1259 avant notre ère), est un accord de paix entre le pharaon égyptien Ramsès II et le roi hittite Hattusili III. Avec cet accord, les deux dirigeants confirment la paix existante entre eux et se reconnaissent comme des partenaires égaux. Ils se promettent mutuellement une assistance militaire contre les menaces internes et externes, Ramsès II s'engage de la même manière envers l'héritier du trône d'Hattusili III. En outre, les deux dirigeants conviennent d'extrader les « réfugiés » vers le territoire souverain de l'autre.
Une version égyptienne du texte est connue depuis le début du XIXe siècle, une version cunéiforme est publiée au début du XXe siècle, découverte par des archéologues allemands en Turquie au XIXe siècle. Depuis lors, le traité a été étudié par l'égyptologie, les études du Proche-Orient ancien et l'histoire juridique. Le sens de son contenu et sa portée historique fait toujours débat. Les études anciennes, ont pu considérer ce document comme le plus ancien traité de paix entre États de l'histoire de l'humanité, mais d'autres ont été mis au jour depuis. Cependant, les recherches récentes nuancent sa définition en tant que traité de paix au sens moderne du terme.
Pour le grand public, la vision classique d'un accord de paix révolutionnaire prédomine. Une copie du texte du traité est exposée dans le bâtiment de l'ONU à New York.

## Versions
Aucun original du traité de paix égypto-hittite n'a été retrouvé à ce jour. Le traité est connu essentiellement à partir de deux versions du texte :
- Une version égyptienne écrite en hiéroglyphes a survécu grâce à deux inscriptions. L'une d'elles a été trouvé sur le mur extérieur ouest de la cour de la cachette dans le temple d'Amon à Karnak[2]. Il reproduit non seulement le texte du traité, mais rend également compte de la conclusion du traité lui-même et des scellés apposés sur le panneau. L'autre inscription est très fragmentaire et a été gravée sur la tour ouest du pylône extérieur du Ramesséum à Thèbes Ouest[2]. Il est généralement admis par la recherche que la version du traité égyptien comporte certaines inexactitudes par rapport au texte original. D'une part, les troisième et quatrième colonnes du texte du traité ont probablement été permutées lors des inscriptions, c'est pourquoi les lignes 32 et suivantes suivent la ligne 24 et les lignes 25 à 31 apparaissent en encart[3]. D'autre part, le texte du contrat suit la propagande du souverain égyptien, le grand roi Hattusili III, qui était l'égal du pharaon, étant rétrogradé au simple rang de roitelet[4].
- Une version akkadienne écrite en cunéiforme est transmise par au moins deux tablettes d'argile fragmentaires d'Ḫattuša. Les fragments KBo I 7, KBo XXVIII 115 et KUB III 121, qui portent le nom de leur lieu de publication, sont attribués à l'une de ces tablettes d'argile (texte témoin A) ; une deuxième tablette d'argile (texte témoin B) est constituée au moins du fragment KBo I 25[5]. Les opinions divergent quant à savoir si KUB III 11, KUB III 120, KUB XLVIII 73 et VBoT 6 appartiennent également au texte témoin B ou appartiennent à une troisième tablette d'argile (texte témoin  D). D'après le manuscrit, ces fragments proviennent du même scribe que KBo I 25, mais contrairement à ce fragment, ils sont écrits recto-verso[6].

Cette transmission du texte du traité en plusieurs versions, dont certaines diffèrent par leur contenu, a conduit à plusieurs reprises les chercheurs à s'interroger sur la fiabilité des textes témoins. On sait depuis longtemps que la version égyptienne doit être la traduction d'un texte écrit à l'origine en akkadien. Dans une étude approfondie dans les années 1980, Anthony Spalinger a alors montré que la version cunéiforme bien connue ne pouvait pas être utilisée comme modèle. Celle-ci est plutôt une traduction d'un texte originairement en égyptien. En termes de relation entre les témoins individuels dans le texte, il existe essentiellement trois approches qui sont actuellement utilisées dans la recherche. Selon la plus ancienne de ces approches datant de 1997, une tablette d'argile est la traduction du texte authentique du traité envoyé par Ramsès, qui à son tour est basé sur une autre tablette d'argile, tandis que les inscriptions égyptiennes seraient basées sur un autre brouillon jusque-là inconnu. Selon une approche plus récente, les deux tablettes d'argile auraient servi de modèles pour la version finale du texte, basée sur un document égyptien inconnu. Une troisième approche souligne que seule la spéculation est possible sur cette question. Cependant, on peut supposer que le texte du traité en tant que tel a été essentiellement reproduit correctement dans les inscriptions égyptiennes, mais que le contenu concret du traité a été transmis de manière plus authentique à travers les tablettes d'argile.

## Histoire de la découverte et de la recherche

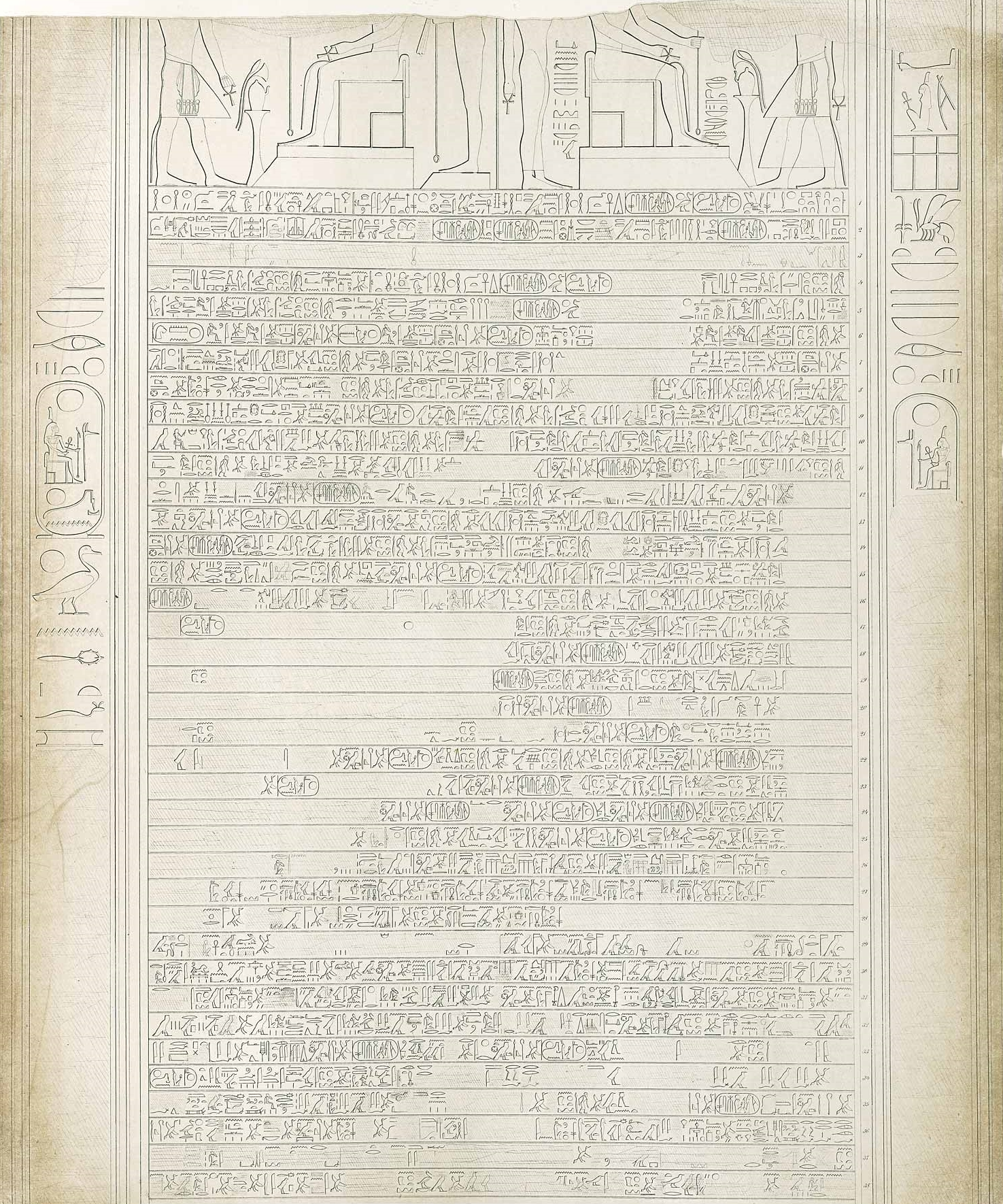
Transcription de l'inscription hiéroglyphique contenant le texte du traité de Karnak par Richard Lepsius (1849)

Les textes égyptiens étaient connus depuis l'expédition franco-toscane de Jean-François Champollion en Égypte à la fin des années 1820. Il a décrit les deux inscriptions dans le deuxième volume de ses Notices descriptives et les mentionne dans ses lettres. Cependant, le sens réel du texte a d'abord été compris par son élève Ippolito Rosellini, qui a également entrepris la première traduction,. Les fragments de tablettes d'argile avec la version akkadienne du traité ont ensuite été retrouvés par Hugo Winckler lors de ses fouilles dans la capitale hittite Ḫattuša en 1906/1907, mais n'ont été publiés dans leur intégralité que pendant la Première Guerre mondiale. Pendant la guerre, Bruno Meissner a préparé la première édition critique de cette version du texte nouvellement accessible. Depuis lors, de nombreuses autres éditions ont été publiées, dont l'adaptation en langue allemande des deux versions par Elmar Edel à partir de 1997 est particulièrement pertinente aujourd'hui. La version cunéiforme du traité est enregistrée sous le numéro 91 dans le catalogue du texte hittite.
Les études classiques et l'histoire du droit ont traité à plusieurs reprises du traité. Une étude particulièrement importante a été présentée par l'historien du droit yougoslave Viktor Korošec en 1931. À ce jour, elle détermine largement l'état de la recherche et est encore souvent citée. Ainsi en 2002, un document de qualification sur ce sujet continue de se référer à ses conclusions. Néanmoins, certaines tendances de la recherche et des changements de perspectives sont évidents. La recherche d'aujourd'hui dénonce principalement les exagérations du traité et les comparaisons anachroniques, qui ont aussi longtemps déterminé l'étude académique du texte. La tendance à exagérer le traité devient évidente lorsque Korošec décrit le traité comme une « perle du droit international ancien » et que d'autres auteurs supposent qu'il correspond aux normes du droit international moderne. Des anachronismes peuvent être observés, par exemple, dans la vision de Bruno Meissner de 1918 selon laquelle le traité se situe à la fin d'une « guerre mondiale » ou dans la comparaison de Guy Kestemont des deux empires avec l'OTAN et le Pacte de Varsovie. Aujourd'hui, le traité est évalué de manière plus nuancée, tandis que les anciens récits perdurent dans la réception, notamment par les disciplines voisines de l'égyptologie et de l'assyriologie. Depuis le tournant du millénaire, un travail de plus en plus approfondi a été effectué sur le texte, qui, outre la thèse susmentionnée de 2002, comprend également une revue monographique de l'état de la recherche par Horst Klengel la même année, qui est destiné à un public plus général.

## Contexte historique

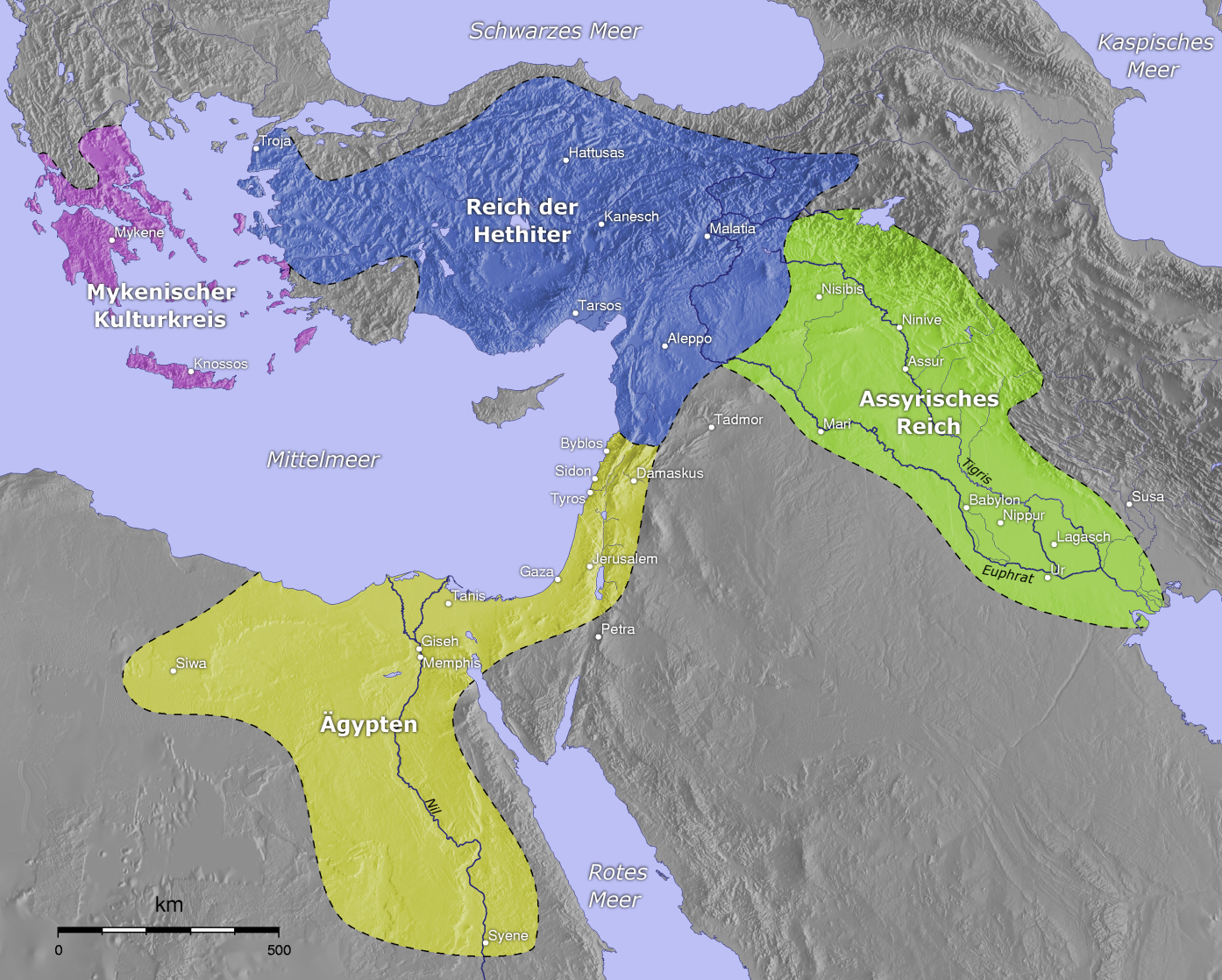
Moyen-Orient au XIIIe siècle av. J.-C.

L'Égypte et l'Empire hittite se sont affrontés à partir de la seconde moitié du XIVe siècle av. J.-C. environ, pour leur suprématie dans la zone syro-cananéenne. Thoutmôsis III avait étendu la sphère d'influence égyptienne. Des contacts assez changeants entre les deux royaumes ont alors commencé lorsque le roi hittite Suppiluliuma Ier a conquis presque tout le nord de la Syrie. Il en résulta des conflits frontaliers réguliers, mais aussi des contacts diplomatiques, comme l'attestent le traité de Kuruštama, précurseur du traité de paix égypto-hittite ou les lettres dites d'Amarna. Cependant, surtout sous le règne de Ramsès II, les conflits éclatèrent à nouveau et, outre la fameuse bataille de Qadesh sur l'Oronte (1274 av. J.-C.) également à la bataille de Dapour (1271 av. J.-C.). Pour ces conflits, le traité de paix égypto-hittite de 1259 était le point final, bien qu'il soit largement difficile de savoir comment il est lié à ces événements et comment il doit être compris dans ce contexte.

### Récit classique
Le traité de paix égypto-hittite doit sa popularité particulière à un récit commun, selon lequel il a marqué un changement radical dans la pensée de Ramsès II et de Hattusili III. Au lieu de poursuivre le conflit, les deux dirigeants ont décidé de coopérer, bien qu'il existe différentes nuances entre les auteurs concernant les détails. En général, le traité est considéré comme une conséquence tardive de la bataille de Kadesh, au cours de laquelle aucun des opposants n'a pu s'affirmer dans le domaine militaire. Dans ce contexte, et peut-être aussi en raison de leurs propres expériences de la guerre, la littérature plus ancienne en particulier en a conclu que les dirigeants avaient besoin de paix. D'autres auteurs tendent à se concentrer davantage sur l'objectif d'une relation de coopération basée sur la paix, déjà conforme à l'actuelle Charte des Nations unies. Ainsi, les textes des traités présenteraient l'autre dirigeant respectif comme un pacificateur. La paix est présentée dans les sources comme l'unique but du conflit précédent, censé apparaître comme une « guerre juste. C'est surtout ce récit qui transfigure le traité qui aboutit finalement à la désignation commune de ce traité dans sa présentation par les médias publics comme le plus ancien traité de paix et le plus ancien traité d'État de l'histoire de l'humanité.

### Approches plus récentes
La majorité des études classiques récentes rejettent une telle perspective romantique. Au lieu de cela, diverses motivations à la conclusion du traité sont discutées et des modèles d'explication multicausale sont parfois privilégiés. Le renforcement du royaume médio-assyrien sous Salmanazar Ier est mentionné comme un facteur clé dans la conclusion du traité, qui a entraîné un basculement des rapports de force dans la région syrienne et menacé les Hittites en particulier. Ils voulaient s'opposer à une alliance militaire solide. L'intérêt de Ramsès II à consolider la frontière nord de l'Égypte avec les Hittites est également justifié par le fait qu'il a dû réprimer des soulèvements dans la vallée du Nil et repousser les attaques des Libyens à la frontière occidentale de son empire. Surtout pour Hattusili III son usurpation du trône hittite peut également être considérée comme une raison de la conclusion du contrat à deux égards. D'une part, cela a pu se traduire par un intérêt à affermir son pouvoir sur la « scène internationale ». Cela aurait trouvé sa concrétisation dans le § 10 du texte, selon lequel Ramsès II s'engage à garder sur le trône les héritiers d'Hattusili III. D'autre part, le roi déchu et frère de Hattusili III, Mursili III/Urḫi-Teššup, s'est enfui en exil dans les régions de Syrie contrôlées par l'Égypte. Hattusili III a demandé à plusieurs reprises son extradition, ce qui peut avoir été à l'origine des dispositions des § 11 à 13 du traité concernant l'extradition des réfugiés. De plus, l'Empire hittite aurait souffert de mauvaises récoltes et serait donc devenu dépendant des livraisons de céréales en provenance d'Égypte.
La conclusion du traité est donc principalement justifiée par la littérature récente selon des considérations politico-stratégiques d'opportunité. Dans ce contexte, la question de savoir si le traité est toujours qualifié de traité de paix au sens propre ou plutôt de constitution d'une alliance militaire dépend de la pondération des facteurs mentionnés et de la compréhension des différentes parties du traité.

### Historique des impacts
Dans tous les cas, l'efficacité du traité ne dura que quelques décennies, car l'empire hittite s'effondre peu après sa conclusion et l'Égypte perd également un pouvoir considérable lors de la soi-disante invasion des peuples de la mer. Cependant, on sait que les relations égypto-hittites ont été garanties par deux mariages interdynastiques quelque temps après la conclusion du traité. En outre, plusieurs lettres survivantes documentent une correspondance animée entre les deux maisons dirigeantes, avec des références répétées au traité.

## Support du texte et sceau

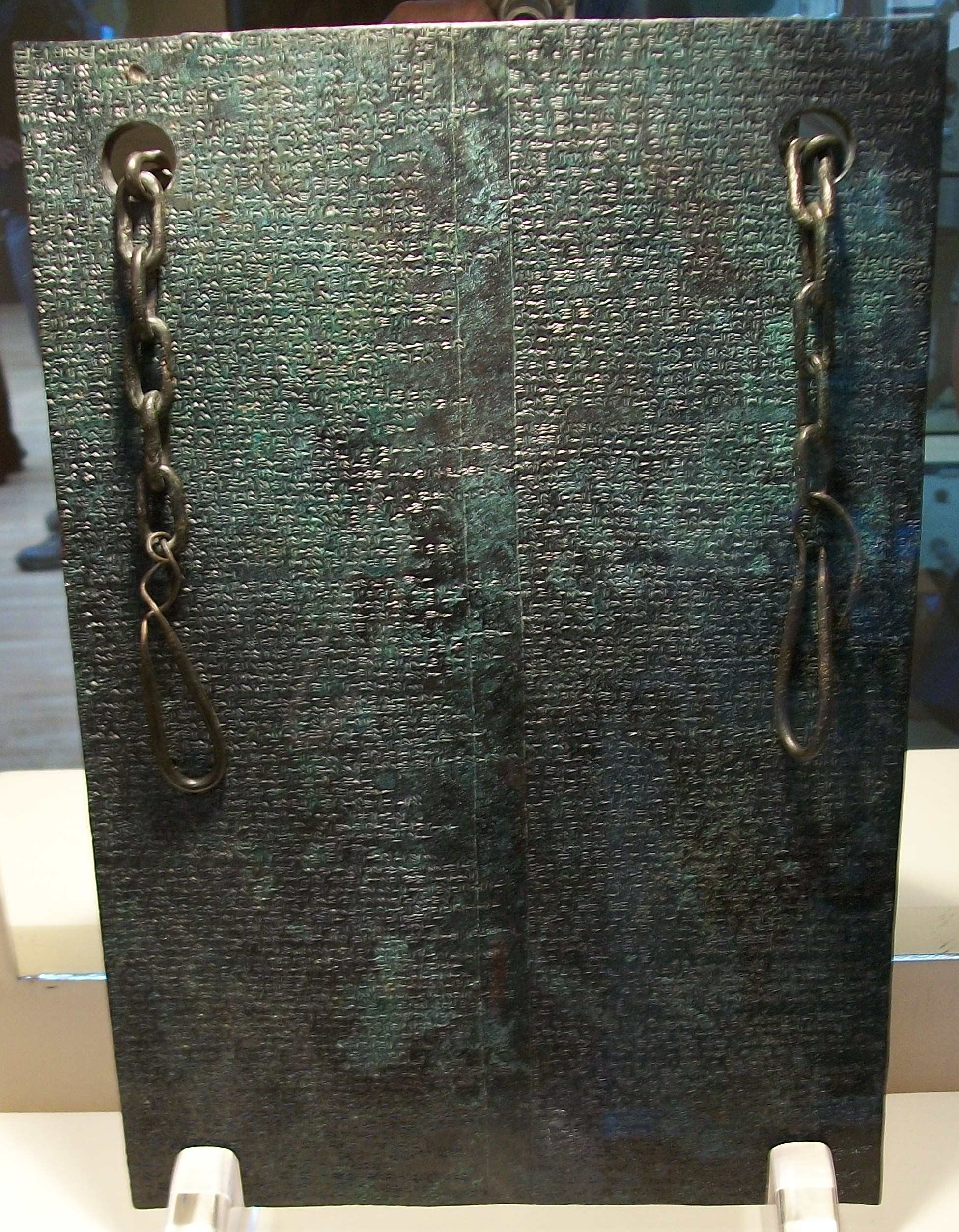
Tablette en bronze avec un traité entre Tudḫaliya IV et Kurunta de Tarḫuntašša

Selon les deux versions du texte, les originaux des textes des traités ont été enregistrés sur des plaques d'argent. Cette déclaration est généralement considérée comme crédible, d'autant plus qu'une tablette de bronze a été trouvée à Boǧazköy en 1986, sur laquelle un contrat entre Tudhaliya IV et Kurunta de Tarhuntassa a été gravé. L'utilisation du métal comme support de texte est également documentée pour d'autres traités d'État hittites. Ce qui a motivé ce choix inhabituel de matériau n'a pas encore été clarifié de manière concluante. On suppose que la durabilité du matériau doit symboliser la validité du traité. D'autres auteurs, en revanche, s'attachent davantage à la valeur du matériau, qui reflète le sens du traité qui y est inscrit. La tablette d'argent d'Hattusili III a été attestée par une lettre de Ramsès II à Hattusili III posé devant l'image de Rê-Horakhty à Héliopolis. La même lettre montre également la tablette d'argent de Ramsès II devant une image de Tarḫunna peut avoir été dans le soi-disant "Temple 1" à Ḫattuša, bien que cet emplacement lui-même n'ait pas été transmis.
Selon l'inscription hiéroglyphique de Karnak, la tablette d'argent d'Hattusili III a également été scellée. Selon l'inscription, il y avait un sceau au milieu de l'avant et de l'arrière de la tablette d'argent, pour laquelle deux interprétations ont été développées. Selon une interprétation plus ancienne, remontant à Thomas Beran, la tablette aurait été estampée de sceaux en bronze ou en pierre. Il n'a jamais été possible de clarifier comment cela aurait dû se produire techniquement. Une interprétation plus récente, en revanche, fait référence à la tablette de bronze du traité entre Tudhaliya IV et Kurunta de Tarḫuntašša, qui a été découvert entre-temps. Des chaînes avec des capsules métalliques y étaient attachées, dans lesquelles des taureaux d'argile avec des empreintes de sceau étaient peut-être fixés à l'origine. Il en aurait donc été de même pour le traité de paix égypto-hittite.
L'inscription hiéroglyphique décrit également les images du sceau elles-mêmes. Le sceau au recto représente Hattusili III et le revers représente sa femme Puduhepa dans l'étreinte d'une divinité principale. Les inscriptions marginales du sceau auraient expliqué ces images de sceau d'une manière correspondante. Thomas Beran soulignait déjà que ce mode de représentation était présente dans le relief no 81 de la Chambre A de Yazılıkaya, où Tudhaliya IV était représenté embrassant le dieu Šarruma. Les recherches actuelles supposent que ce type d'étreinte était utilisé depuis le roi Muwatalli II. Au-delà de la spéculation, cependant, rien n'est connu sur la signification de la scène d'étreinte ou la fonction de ces sceaux en général.

## Structure du texte
Diverses approches ont été formulées sur la question de la structure interne du traité de paix égypto-hittite. Selon que les auteurs essaient de saisir schématiquement le texte du contrat ou voient la valeur d'un tel schéma comme largement limitée à une fonction heuristique. Dans la mesure où un enregistrement schématique est tenté, il est également décisif de savoir sur quelle base textuelle les auteurs ont développé le schéma. Les classifications qui ont émergé à ce jour peuvent essentiellement être attribuées à trois modèles de base, qui apparaissent parfois également en combinaison les uns avec les autres :
- La structure fonctionnelle aujourd'hui décisive a été proposée par Viktor Korošec en 1931 sur la base d'un examen de tous les traités d'État hittites connus à l'époque : il a divisé le texte entre préambule, fraternisation, prologue historique, dispositions conventionnelles et invocation des dieux[49]. Il nota ainsi un léger écart par rapport à la structure des contrats vassaux qu'il supposait, qui pouvait de toute façon varier d'un cas à l'autre[50], mais était clairement indiqué par des lignes horizontales sur les tableaux des contrats vassaux eux-mêmes[51]. En comparaison avec ceux-ci, le traité de paix égypto-hittite a une section appelée « fraternité », mais pas les clauses habituelles de dépôt et de lecture[52]. En ce qui concerne les dispositions du traité lui-même, Korošec a également fait une distinction entre les alliances militaires et la réglementation de la succession au trône, les obligations de refuser l'asile et les promesses d'amnistie[53]. Cette classification est encore utilisée sous une forme inchangée dans la littérature plus récente[54]. Ce n'est que récemment qu'il a été suggéré que divers paragraphes identifiés par Korošec soient combinés. Mais même cette proposition ne remet pas fondamentalement en cause la classification de Korošec : fraternisation et histoire devaient former ensemble un prologue[55], la succession au trône ne devait faire partie que de l'alliance militaire[56] et l'obligation de refuser l'asile et les promesses d'amnistie faisaient partie de la sécurisation du territoire et des personnes[57].
- En revanche, une structure fonctionnelle alternative publiée par Guy Kestemont en 1982 n'a pas été acceptée par la recherche. Dans une vaste étude, il avait déjà décrit les formes des relations internationales entre 1600 et 1200 avant notre ère. dans la longue durée[58] et sur cette base une tripartition fondamentale du texte du traité a été proposée : le premier élément est un « protocole » dérivé des usages des relations internationales, composé du titre de l'acte juridique, de la signature et du destinataire. Le deuxième élément est le corps du texte, qui se compose à nouveau de quatre éléments : l'introduction, l'accord de base de l'alliance, l'accord de base et les accords complémentaires, qui à leur tour ont chacun une subdivision spécifique. Le troisième et dernier élément est un article de conclusion, qui consiste en une clause de témoignage, une invocation de dieux, une liste de dieux, des clauses menaçant de répression et des clauses d'avertissement[59]. La recherche n'a guère repris le travail de Kestemont et, dans la mesure où elle a porté sur ses thèses, l'a surtout accusé de sur-schématisation[60].
- De plus, il existe depuis longtemps une structure du texte liée au contenu selon les paragraphes, que l'on rencontre déjà chez Bruno Meißner[61]. C'est également la base de la classification actuelle des paragraphes faite dans l'édition textuelle d'Elmar Edel de 1997. Dans le même temps, Edel a attribué les paragraphes aux éléments fonctionnels de Viktor Korošec. Ainsi, une distinction est couramment faite aujourd'hui entre préambule (section 1), prologue historique (section 2), fraternisation avec pacte de non-agression (sections 3-5), alliance militaire (sections 6-9), règlement de succession au trône (article 10), obligations de refuser l'asile (articles 11-16), promesse d'amnistie (§ 17-20), invocation des dieux (§ 21), malédictions et bénédictions (§ 22-27).

Au-delà de cette structure détaillée du traité, des divisions plus fondamentales ont été tentées. Certains auteurs établissent une distinction entre les parties normatives et non normatives du contrat. Les sections 6 à 20 sont considérées comme la partie normative. D'autres auteurs ont suggéré de tracer une ligne de partage entre les § 1-20 et les § 21-27. Cela correspond à la distinction entre « lier » (isḫiul-) et « serment » (lingai-), qui se reflète dans l'ancienne désignation orientale de ce genre de texte (akkadien : riksu u māmītu ; hittite : isḫiul- lingai-, allemand : « engagement et serment »). Cependant, de telles approches n'ont pas fait l'objet d'un débat scientifique approfondi à ce jour.

## Contenu du traité
Il est caractéristique du contenu du contrat que presque toutes les clauses soient formulées de manière strictement réciproque. Dans les inscriptions égyptiennes, chaque assurance contractuelle est suivie de celle d'Hattusili III, en miroir de Ramsès II. Dans les fragments de tablettes d'argile d'Ḫattuša, cet ordre est inversé. La seule exception est la règle dite de succession du § 10, qui seule oblige Ramsès II, sans obligation réciproque pour Hattusili III.

### Préambule
Le contrat commence par un préambule, qui est aussi appelé titre ou rubrique, selon l'auteur. Elle nomme les deux souverains et décrit le traité lui-même comme un « traité de paix et de fraternité » :

« Le traité que Ramsès II fit sur une tablette d'argent avec Hattusili III, son frère, pour le pays d'Égypte et le pays de Hatti, afin d'établir entre eux une grande paix et une grande fraternité pour toujours. Ainsi (dit) Ramsès II à Hattusili III : Voici, j'ai maintenant établi une bonne fraternité et une bonne paix entre nous pour toujours, ainsi (aussi) pour établir une bonne paix et une bonne fraternité entre le pays d'Égypte et le pays de Hatti pour toujours »

— Version cunéiforme, Elmar Edel, Der Vertrag zwischen Ramses II. von Ägypten und Hattusili III. von Hatti, Berlin, 1997, p. 20 f.
L'introduction du texte du contrat avec la mention « Ainsi (dit) l' expéditeur » correspond formellement à l'ancienne formule orientale introductive des lettres. Ceci est attribué au fait que les tablettes d'argent ont été apportées par une ambassade.

### Prologue historique
Selon l'opinion dominante dans la littérature, le préambule est immédiatement suivi d'un prologue historique, qui semble cependant extrêmement court par rapport aux autres traités d'État hittites. Par conséquent, certains auteurs n'attribuent aucune fonction indépendante à cet élément textuel et nient ainsi l'existence d'un prologue historique dans le traité de paix égypto-hittite :

« Autrefois, (déjà) de toute éternité, en ce qui concerne les relations entre le grand roi d'Égypte et le prince de Hatti, dieu n'a pas permis que l'inimitié s'élève entre eux par un traité <pour toujours>. Mais à l'époque de Muwatalli, le grand-duc de Hatti, mon frère, a combattu avec Ramsès II. Après que Muwatalli, le grand-duc de Hatti, mon frère, se soit précipité vers son destin, Hattušili s'est assis en tant que grand-duc de Hatti sur le trône de son père »

— Inscription de Karnak, Elmar Edel, Der Vertrag zwischen Ramses II. von Ägypten und Hattusili III. von Hatti, Berlin, 1997, p. 20 f.
La fonction de cet élément textuel est fortement contestée dans les études orientales anciennes pour les traités d'État en général et le traité de paix égypto-hittite en particulier. Il existe trois approches fondamentalement différentes :
- À maintes reprises, une fonction juridique a été suspectée. Par exemple, Korošec, Kestemont et Neumann supposaient généralement que les obligations énoncées dans les traités d'État découlaient du précédent historique[68]. Surtout en ce qui concerne le traité d'État égypto-hittite, Kestemont suppose de la référence au conflit précédent contenue uniquement dans l'inscription de Karnak, qu'Hattusili III revendique des droits acquis pendant la guerre[69]. Altman, qui s'était prononcé dans un ouvrage fondamental sur les prologues historiques pour leur fonction essentiellement juridique[70], estimait que le prologue du traité de paix égypto-hittite n'avait aucune fonction juridique, mais devait seulement souligner la volonté de conclure le traité[71].
- Un groupe de recherche italien dirigé par Carlo Zaccagnini et Mario Liverani a assumé une fonction propagandiste. Le prologue a construit une certaine image historique et son serment ainsi que le contenu du contrat ont engagé l'adversaire à la même chose[72].
- En outre, une fonction théologique et idéologique est discutée. Dans les années 1970, Dennis J. McCarthy s'est demandé si la référence aux dieux représentait une classification historique du salut du contrat. Cependant, il rejeta cette idée, notamment parce que les Hittites n'avaient pas de construction canonique de l'histoire, telle qu'elle est typique du judaïsme[73]. En revanche, Steffen M. Jauß n'a compris le prologue que comme faisant partie d'une unité de texte plus large, qui devrait également inclure la fraternisation ultérieure[74]. Cela sert la classification cosmologique du contrat[75], en ce que le prologue au sens strict décrit un idéal ordonné par Dieu qui a été mis en œuvre avec la fraternité[74].

Indépendamment de la fonction du prologue historique, la manière dont il doit être évalué d'un point de vue historiographique est également discutée. En particulier, Sürenhagen lui a retiré la référence aux relations contractuelles antérieures entre Ḫatti et l'Égypte, car elles sont désormais également occupées par le traité. Cela avait déjà été mis en doute par d'autres auteurs. Le fait que les Hittites eux-mêmes aient utilisé des prologues historiques de traités d'État comme modèles d'annales est également cité pour être traité comme une source historiographique.

### Fraternisation
Le prologue historique est suivi de la fraternisation, que la plupart des auteurs considèrent comme la disposition contractuelle centrale. Il est basé sur la métaphore de la « fraternité », qui représentait de bonnes relations dans le trafic international de la fin de l'âge du bronze. Selon le recensement d'Elmar Edel, il comprend les § 3 à 5 :

« § 3 Mais après cela, à partir d'aujourd'hui, voici, il y a Hattusili III dans le contrat de rendre permanente la relation créée par le dieu soleil et créée par Seth pour le pays d'Égypte et le pays de Ḫatti, de ne jamais laisser naître d'inimitié entre eux. Voici, Hattusili III. s'est allié par le traité <sur la tablette d'argent> avec Ramsès II, à partir de ce jour, pour faire une bonne paix et une bonne fraternité entre nous pour toujours, étant ami avec moi, étant pacifique avec moi, (et) en étant en paix avec lui pour toujours. Après que Muwatalli, le grand-duc de Ḫatti, mon frère, ait suivi son destin, Hattusili II s'est assis sur le trône de son père en tant que grand-duc de Ḫatti. Voici, je suis (en alliance) avec Ramsès II, le rapport de notre paix (et) de notre fraternité étant bon ; étant mieux que l'(ancienne) paix (et) que l'(ancienne) fraternité qui existait dans le pays d'Égypte (et) dans le pays de Ḫatti. Voici, moi, en tant que grand-duc de Ḫatti, je suis en bonne paix (et) en bonne fraternité avec Ramsès II ; (aussi) les petits-fils du Grand-Duc de Ḫatti doivent fraterniser et être en paix avec les petits-fils de Ramsès II <pour toujours> étant dans notre relation de fraternité (et) dans notre relation de paix ; (aussi) le pays d'Égypte et le pays de Ḫatti seront pacifiques (et) fraterniseront comme nous pour toujours, sans jamais qu'aucune inimitié ne  surgisse entre eux ; 
§ 4 Hattusili III ne doit jamais attaquer le pays d'Égypte pour en prendre quoi que ce soit ; sans que jamais Ramsès II n'attaque le pays de Ḫatti pour en prendre quoi que ce soit.
§ 5 Quant au traité établi qui existait ici à l'époque de Šuppiluliuma, le grand prince de Hatti, et aussi le traité établi qui existait à l'époque de Muwatalli, le grand prince de Hatti, mon frère, je l'ai repris. Voici, (aussi) Ramsès II a repris le contrat, (et) à partir de ce jour, c'est qu'il traite avec nous. Nous l'avons repris, (et) c'est sur cette relation établie que nous agissons. »

— Inscription de Karnak, Elmar Edel, Der Vertrag zwischen Ramses II. von Ägypten und Hattusili III. von Hatti, Berlin, 1997, p. 24–29.
Ce passage est généralement compris comme signifiant que la fraternisation correspondant à la volonté des dieux est présentée comme une causa efficiens, dont découlent toutes les dispositions ultérieures. C'est ce que montre aussi le fait que le topos de la fraternité est repris à maintes reprises dans les dispositions suivantes. Il n'est pas seulement étendu aux descendants et aux pays, mais aussi spécifié au § 4 comme un pacte de non-agression. Cependant, l'article 5 a suscité quelques discussions dans ce contexte car, contrairement à l'article 4, il ne semble pas réglementer le fond et apparaît ainsi comme un élément étranger entre l'article 4 et l'article 6. Horst Klengel a finalement considéré cette clause comme une concession à Hattusili III. Au lieu de cela, Jauß a traduit le terme akkadien ṣabatu (m), rendu par Elmar Edel par "reprendre", par "s'accrocher". Dans sa vue d'ensemble des § 2-5, le § 5 apparaît comme la déclaration finale selon laquelle les deux dirigeants ont préservé l'ordre cosmique appelé parṣu avec leur contrat. En fin de compte, il établit ainsi un parallèle avec la fonction des prologues dans les anciens codex orientaux, comme le Code de Hammurabi.

### Alliance militaire
La fraternisation est suivie d'une série de clauses formulées réciproquement qui sont croisées dans leur sens essentiel. Avec eux, les gouvernants s'assuraient un soutien mutuel contre les menaces internes et externes :
|                                                                                           | Inscription de Karnak                                                                           | Version cunéiforme                                                                              |
| ----------------------------------------------------------------------------------------- | ----------------------------------------------------------------------------------------------- | ----------------------------------------------------------------------------------------------- |
| § 6                                                                                       | Ḫattusili III. devrait soutenir Ramsès II contre les attaques de l'extérieur                    | Ramsès II aurait Ḫattušili III. se défendre contre les attaques de l'extérieur                  |
| § 7                                                                                       | Ḫattusili III. doit assister Ramsès II contre les serviteurs qui ont commis un crime contre lui | Ramsès II aurait Ḫattušili III. contre les serviteurs qui ont commis un crime contre lui        |
| § 8                                                                                       | Ramsès II aurait Ḫattušili III. se défendre contre les attaques de l'extérieur                  | Ḫattusili III. devrait soutenir Ramsès II contre les attaques de l'extérieur                    |
| § 9                                                                                       | Ramsès II aurait Ḫattušili III. contre les serviteurs qui ont commis un crime contre lui        | Ḫattusili III. doit assister Ramsès II contre les serviteurs qui ont commis un crime contre lui |
| Ḫattusili III. clauses obligatoires en italique; Examens obligatoires Ramsès II normaux . |                                                                                                 |                                                                                                 |

En ce qui concerne leur rédaction concrète, ces clauses diffèrent néanmoins les unes des autres, avec une tendance à une rédaction de plus en plus concise. Dans la version égyptienne du traité, seuls les § 5 et 8 fixent une demande d'aide à Hattusili III à Ramsès II, tandis que le § 6 des deux versions du contrat donne même un libellé concret à cette demande d'aide. La mesure dans laquelle ces différences avaient une signification juridique est jugée différemment. Katrin Schmidt supposait qu'il s'agissait d'une différenciation consciente qui créait des conditions différentes pour le devoir d'assistance. D'autre part, Steffen Jauß considérait ces différences comme le résultat d'une technique de contrôle qu'il postulait, dans laquelle les réglementations ultérieures renvoyaient aux précédentes et pouvaient donc être formulées plus brièvement.

### Clause de succession
Une clause sur la succession au trône d'Hattusili III suit en annexe aux dispositions sur l'alliance militaire. qui est la seule clause de tout le traité qui n'a pas d'équivalent réciproque pour Ramsès II :

« Et voici, le fils de Hattusili II sera fait roi du pays de Ḫatti à la place de Ḫattušili son père, après de nombreuses années de Ḫattušili. Et si les fils du pays de Ḫatti commettent une offense contre lui, alors Ramsès II enverra des troupes et des chars <à son aide> <et> lui donnera satisfaction. »

— Version cunéiforme, Elmar Edel, Der Vertrag zwischen Ramses II. von Ägypten und Hattusili III. von Hatti, Berlin, 1997, p. 40 f..
Elle s'inscrit notamment dans les approches plus récentes de la classification historique du contrat. Parce qu'il s'agit de la seule disposition de non-parité dans le traité, Breyer a conclu que c'était le principal motif des Hittites pour conclure le traité. Hattusili III a voulu préparer sa succession dynastique, qui d'ailleurs ressort aussi de sa correspondance. Selon Shahik Allam, cette sauvegarde de la succession au trône était nécessaire pour Hattusili III car sinon Urḫi-Teššup (Mursili III) aurait pu être utilisé par Ramsès II comme monnaie d'échange. Selon Katrin Schmidt, le caractère unilatéral de la réglementation elle-même s'explique par le fait que l'histoire hittite en particulier a été caractérisée par des tentatives d'usurpation, alors qu'une telle réglementation semblait superflue compte tenu de l'idéologie du dirigeant égyptien. Le pharaon tirait son règne de la légitimation divine au lieu de le subordonner à la protection d'autres maisons dirigeantes. L'héritier du trône Hattusili III aurait effectivement pu invoquer cette disposition en sa faveur, mais ce n'est pas clair.

### Obligation de refuser l'asile
Dans la version cunéiforme, il y a six règles et dans la version égyptienne quatre règles sur la façon de traiter les réfugiés de l'autre pays, qui à leur tour sont entrelacées de manière chiastique. Le nombre différent dans les deux versions textuelles est justifié par leur redondance : les termes « grand » (dans le texte cunéiforme : LU. GAL ) et 'noble' (dans le texte cunéiforme : kabtu(m) ) sont synonymes et ont donc dans la tablette d'argent de Hattusili III peuvent être omis, de sorte qu'ils n'ont pas été traduits dans les inscriptions hiéroglyphiques.
|                                                                                           | Inscription de Karnak | Version cunéiforme |
| ----------------------------------------------------------------------------------------- | --- | --- |
| § 11                                                                                      | Ḫattusili III. n'enlèvera pas de "grands" ni de villes d'Egypte et ne les ramènera en Egypte.                            | Ramsès II ne devrait pas accepter de «grands» ou de villes de Ḫatti et les ramener à Ḫatti.                                                                               |
| § 12                                                                                      | Ḫattusili III. ne fera sortir d'Égypte comme serviteurs aucun inconnu et ne le ramènera en Égypte.                       | Ramsès II ne devrait pas prendre des personnes qui ne sont pas connues de Ḫatti comme serviteurs et les ramener à Ḫatti.                                                  |
| § 13                                                                                      | Ramsès II ne devrait pas accepter de «grands» ou de villes de Ḫatti et les ramener à Ḫatti.                              | Ḫattusili III. n'enlèvera pas de "grands" ni de villes d'Egypte et ne les ramènera en Egypte.                                                                             |
| § 14                                                                                      | Ramsès II ne devrait pas prendre des personnes qui ne sont pas connues de Ḫatti comme serviteurs et les ramener à Ḫatti. | Ḫattusili III. ne fera sortir d'Égypte comme serviteurs aucun inconnu et ne le ramènera en Égypte.                                                                        |
| § 15                                                                                      | pas d'équivalent | Ramsès II ne doit pas être "noble" et aucun peuple que vous ne connaissez pas, le Ḫattušili III. ne veulent plus fournir de services depuis Ḫatti et les ramener à Ḫatti. |
| § 16                                                                                      | pas d'équivalent | Ḫattusili III. ne fera sortir aucun « noble » ou peuple d'Égypte et ne les ramènera en Égypte.                                                                            |
| Ḫattusili III. clauses obligatoires en italique; Examens obligatoires Ramsès II normaux . | | |

En fait, la plupart de la littérature a jusqu'ici compris ces réglementations comme une obligation de refuser l'asile et d'extrader. Cela peut viser spécifiquement Urḫi-Teššup, mais devait en tout cas empêcher la migration des travailleurs. De cette manière, une solution a été créée à l'avance pour les situations de conflit typiques, ce qui a encore assuré la paix. D'autre part, une vision de plus en plus représentée comprend désormais cette régulation comme une reconnaissance mutuelle et une protection des sphères de pouvoir personnelles et territoriales. En particulier, des dispositions des § 11 et 13 selon lesquelles aucune « ville » ne doit être incluse, il s'ensuit que les mouvements migratoires ne sont pas en cause. L'arrière-plan de ces réglementations est plutôt les relations de loyauté incertaines des États vassaux syriens, qui, comme Amurru sous le roi Aziru, ont changé de camp à plusieurs reprises.

### Promesse d'amnistie
Les dispositions de fond du traité se concluent par deux clauses dans la version égyptienne et quatre dans la version hittite, qui concernent également l'extradition des réfugiés. Cette différence de nombre de clauses s'explique également par la redondance de deux dispositions. Le paragraphe 17 de la version égyptienne peut être considéré comme le paradigme de ces dispositions :

« Et si un homme s'enfuit du pays d'Égypte, ou deux ou trois, et qu'ils viennent au Grand-Duc de Hatti, le Grand-Duc de Hatti les saisira et les ramènera à Ramsès II. Mais quant à l'homme qui doit être ramené à Ramsès II, son délit ne lui est pas imputé ; on ne détruira pas sa maison, ses femmes (et) ses enfants (et) on ne le détruira pas, on ne le tuera pas, on ne lui mutilera pas les yeux, les oreilles, la bouche (et) les pieds ; aucune offense ne doit lui être imputée. »

— Inscription de Karnak, Elmar Edel, Der Vertrag zwischen Ramses II. von Ägypten und Hattusili III. von Hatti, Berlin, 1997, p. 56 f.
Dans la littérature, l'appréciation et la compréhension de cette clause sont extrêmement controversées. Dans le contexte de l'obligation précédente de refuser l'asile, Korošec l'a compris comme un instrument pour encourager les réfugiés politiques à rentrer chez eux. Allam, en revanche, pensait qu'il était difficile d'imaginer une amnistie, en particulier pour les réfugiés politiques. Ce point de vue était également partagé par Jauß, qui a souligné que la promesse d'amnistie diffère de l'obligation de refuser l'asile en ce qu'elle ne s'applique qu'aux gens ordinaires, pas aux « élites » et aux villes ou aux personnes qui s'offrent à l'autre souverain pour les prestations. Par conséquent, l'obligation de refuser l'asile et la promesse d'amnistie devraient en fait être considérées comme une unité. En revanche, Schmidt voyait dans ces clauses la première règle de droit international humanitaire de l'histoire de l'humanité, qui ne peut s'expliquer que par l'interaction de la haute culture égyptienne d'une part et du système juridique hittite, considéré comme relativement moderne, d'autre part. Elle est également remarquable en ce que l'exemption de peine des membres de la famille témoigne d'un éloignement de la responsabilité collective. On ne sait pas si, à l'inverse, on peut s'attendre à une sanction correspondante des réfugiés qui ne sont pas soumis au règlement.

### Invocation des Dieux, bénédictions et malédictions
Dans la version égyptienne du texte, suivant le contenu du contrat, les dieux des deux royaumes sont appelés à témoigner du contrat et les dieux du serment sont répertoriés. Dans la version akkadienne, cette section de la tablette d'argile a été brisée, mais un élément correspondant peut probablement être reconstitué. Par rapport aux contrats vassaux hittites, il est frappant de constater que les dieux égyptiens et hittites sont répertoriés. Il est maintenant généralement reconnu que cela tient compte du fait que les gens ne se sentaient obligés que vis à vis de leurs propres dieux.
Les formules de malédiction et de bénédiction suivant l'invocation des dieux ne sont également que très fragmentaires dans la version cunéiforme du traité. Dans les inscriptions égyptiennes, en revanche, il est frappant de constater que l'auto-malédiction des dirigeants en cas de rupture de contrat, qui est en fait typique des anciens traités d'État orientaux, fait défaut. Puisqu'au moins des vestiges de celui-ci sont conservés dans le texte akkadien, les chercheurs supposent que cet élément a été trouvé dans les deux tablettes d'argent. Mais parce que l'auto-malédiction d'un pharaon qui se considérait comme un dieu aurait été considéré comme un sacrilège dans une inscription publique, cette partie du contrat a été omise lors de la rédaction des inscriptions hiéroglyphiques.

## Responsabilité
Les chercheurs s'accordent à dire que le traité de paix égypto-hittite était déjà considéré comme contraignant dans l'Antiquité. L'idée de Viktor Korošec selon laquelle le maintien scrupuleux de la parité entre les parties contractantes prouve qu'elles étaient conscientes de « participer à la conclusion d'un [...] traité international entre deux États souverains », rencontre des résistances très tôt. Dans sa critique de l'œuvre de Korošec, Paul Koschaker posait déjà la question de savoir si au XIIIe siècle av. J.-C., on pouvait parler de droit international ou plutôt s'il ne faudrait pas présumer d'une sorte de comitas gentium (coutume nationale). En revanche, il est maintenant indiqué, entre autres, que l'obligation perçue est indirectement attestée par la référence de ce contrat, comme d'autres contrats, à des accords antérieurs, est également démontré, par exemple, en matière de conflit de lois règles ou par le fait que Ramsès II dans une lettre au roi de Mira faisait expressément référence à son obligation contractuelle. Cependant, l'origine de l'effet contraignant du contrat, l'étendue de son effet et la manière dont le respect du contrat a été assuré sont extrêmement controversées.

### Raison de validité
La manière dont le traité de paix égypto-hittite est entré en vigueur n'est pas incontestée dans la recherche. Une déclaration de conclusion du contrat qui remonte à Viktor Korošec et longtemps incontestée  a été critiquée dans la littérature récente comme étant trop fortement influencée par les idées du droit romain et n'étant pas suffisamment basé sur les sources. Le point de départ des réflexions de Korošec était sa reconstruction de la conclusion des contrats vassaux. Pour ceux-ci, il a supposé que le souverain avait un droit d'obligation sur le vassal (akk. rikiltu ), auxquelles le vassal se soumettait ensuite avec un serment (akk. māmītu ). Ce mécanisme a été utilisé à deux reprises dans le traité de paix égypto-hittite : les deux souverains s'imposaient des obligations mutuelles sous la forme de tablettes d'argent, auxquelles l'autre devait se soumettre par serment. Ici Korošec pointe un problème, Ramsès II et Hattusili III en tant que souverains n'auraient pu s'imposer aucun devoir, contrairement aux vassaux. Au contraire, ils ne pouvaient que s'être engagés. Ce problème a été résolu par les dirigeants s'engageant initialement au moyen de clauses correspondantes. L'engagement personnel était alors en droit d'imposer des obligations correspondantes au partenaire contractuel. Cela explique également l'ordre des dispositions contractuelles individuelles, qui dans les inscriptions égyptiennes montre en premier Hattusili III puis Ramsès II, alors que dans les fragments de tablette d'argile c'est d'abord Ramsès II puis Hattusili III. Bien que le cocontractant doive encore se soumettre à ces obligations sous serment pour que le contrat soit effectif, l'idée précoce d'un véritable contrat pouvait être saisie dans ce mécanisme. D'autres auteurs mettent au premier plan le consensus dans les textes de table correspondants, tandis que leur prestation de serment n'est parfois interprétée que comme un grand acte solennel à l'occasion de la conclusion du contrat.
L'objection à ce modèle d'explication est qu'il sous-estime l'importance de la religion dans l'ancien Proche-Orient. Le facteur décisif dans la conclusion du contrat est la soumission du dirigeant respectif sous serment, qui, cependant, ne suit pas l'engagement imposé par le partenaire contractuel. Au lieu de cela, chaque dirigeant a juré et scellé sa propre tablette d'argent avec le texte du contrat documenté dessus avant que les tablettes ne soient échangées et déposées devant les symboles des dieux. Cela est déjà évident dans les préambules, où le texte est appelé le rikiltu du souverain dont provient la copie respective. Le traité tirait son efficacité de ce lien entre les souverains et les dieux. Le consensus des deux dirigeants, en revanche, n'avait pas d'importance. Le problème discuté par Korošec sur la manière dont un dirigeant souverain pouvait imposer des devoirs à un autre, ne s'est pas du tout posé et n'a pas été signalé comme un problème dans les sources.

### Portée
La question du champ d'application personnel du contrat, c'est-à-dire qui exactement devrait devenir une partie contractante et qui devrait y avoir droit et obligation, fait depuis longtemps l'objet de vifs débats. Une partie de la littérature comprend le document comme un pur « contrat de dirigeant », et non comme un contrat d'État au sens propre. Il a été conclu entre les deux dirigeants en tant qu'individus, ne liait personnellement que les deux dirigeants et ne pouvait donc prétendre à la validité que tant que les deux gouvernaient. À titre de justification, ces auteurs soulignaient essentiellement que les cultures avancées du Proche-Orient ancien n'ont jamais produit de concept d' « État ». C'est pourquoi vous ne pouviez penser aux relations que personnellement. L'autre partie de la littérature s'y oppose en disant que dans l'ancien Proche-Orient, leurs propres concepts de « État » ont été développés. La plupart des partisans de ce point de vue ont souligné que les relations internationales dans l'ancien Proche-Orient étaient considérées par analogie avec les relations familiales. Les dirigeants ayant des droits égaux s'adressaient donc les uns aux autres comme des « frères », tandis que les dirigeants et les vassaux, d'autre part, s'appelleraient « père » ou « fils ». Un certain nombre d'autres auteurs ont apparemment également supposé que l'ancien Proche-Orient connaissait des États, mais sans décrire plus en détail le concept d'État supposé. Surtout pour le traité de paix égypto-hittite, un passage de fraternisation (§ 3) a été cité à plusieurs reprises dans ce contexte, selon lequel les « fils » des deux dirigeants étaient également fraternisés. Dans la mesure où cela était compris comme une obligation des descendants, on supposait que cela durait au-delà de la durée de vie du souverain lui-même et que le contrat ne pouvait donc pas être purement personnel. Dans la mesure où « fils » était compris comme un terme pour les vassaux, conformément aux relations internationales fondées sur les relations familiales, on supposait qu'il ne s'agissait pas d'une obligation purement personnelle. Selon cette compréhension, le traité d'État égypto-hittite n'était pas un pur traité de souverain, mais un traité d'État dans le sens où il liait les royaumes respectifs au-delà des personnes des dirigeants.

### Sanctions
La question de savoir comment une éventuelle rupture de contrat aurait été sanctionnée est étroitement liée à la nature contraignante du contrat. Dans la recherche, l'absence de mécanismes d'exécution efficaces dans le monde réel est considérée comme un problème particulier qui, selon l'auteur, peut même remettre en question la légalité du contrat lui-même. Certaines parties de la littérature ont tenté de résoudre ce problème en reconstruisant de telles sanctions, selon lesquelles essentiellement deux approches ont été suivies :
- Korošec supposait qu'en cas de rupture de contrat, l'autre souverain pouvait se retirer du contrat par une sorte de droit de retrait et ainsi déclencher un état de guerre[123]. Cela était nécessaire car, contrairement à un traité de vassalité, dans le cas de ce traité d'État paritaire, aucun procès ne pouvait avoir lieu devant le dirigeant de rang supérieur. Les parties égales auraient donc dû contrôler elles-mêmes le respect du contrat.
- De plus, Korošec et Sürenhagen ont supposé que le contrat devait être lu publiquement et a donc été sanctionné politiquement[124]. Le traité ne contient pas la clause de lecture qui est par ailleurs habituelle dans les traités d'État. Selon Sürenhagen, cependant, elle doit être reconstituée car elle est citée presque textuellement dans une lettre de Ramsès II à Hattusili III[125]

Il n'est pas contesté que le contrat était également soumis à des sanctions sacrées. En ce sens, Korošec supposait déjà que, selon les anciennes idées orientales, une rupture de contrat aurait provoqué la colère des dieux, dont la vengeance était alors menée par le partenaire contractuel avec des moyens militaires. Plus tard, il a révisé ce point de vue, réalisant que les Hittites utilisaient la guerre dans le commerce international pour provoquer un jugement de Dieu. Depuis lors, le point de vue selon lequel, en cas de rupture de contrat, on cherchait à obtenir un verdict divin par le biais d'un conflit militaire, est devenu plus populaire. De plus, le contrat était également pourvu de bénédictions et de malédictions, qui caractérisent généralement les serments dans l'ancien Proche-Orient. Dans quelle mesure ces serments ont été utilisés au XIIIe siècle av. J.-C. On ne sait pas qui a effectivement pris des châtiments divins en cas de manquement au serment.
La littérature la plus récente critique déjà la distinction entre sanctions réelles et sacrées comme anachronique. Dans l'ancien Proche-Orient, aucune distinction n'était faite entre immanence et transcendance, les dieux faisaient plutôt partie du monde réel. La distinction ne fait donc que transporter les catégories modernes dans l'Antiquité et signifie que toutes les propriétés de l'ancien droit oriental qui n'ont pas d'équivalent dans la modernité sont soustraites à la considération.

## Réception en dehors de la science
La réception moderne du traité de paix égypto-hittite est principalement basée sur le récit plus ancien de sa signification historique. L'exposition d'une copie du traité à l'entrée de la salle du Conseil de sécurité dans le bâtiment principal de l'ONU à New York est particulièrement importante. Des experts ont critiqué cette transfiguration du contrat, qui correspond à un récit dépassé. L'hittitologue Trevor R. Bryce a souligné, par exemple, que le traité venait d'un monde dans lequel la guerre était la norme et que le traité n'était donc pas basé sur l'idée d'un monde en paix et en harmonie, mais comme un alliance stratégique opportune et intéressée entre deux dirigeants, dont l'image de soi comprenait la nécessité d'exceller sur le champ de bataille et de mener leur peuple à la guerre. Cela ne peut pas être l'idéal auquel se réfèrent les Nations unies.